# Teriodonts
Els teriodonts (Theriodontia, gr. 'dents de bèstia') són un clade de teràpsids («rèptils mamiferoides») que aparegueren durant el Permià.
Els teriodonts deuen el seu nom a la descomunal grandària que poden assolir les dents d'algunes de les seves espècies, principalment carnívores que, a la fi del Triàsic havien originat un tipus d'organització molt semblant a la dels mamífers. La finestra temporal esdevingué cada vegada més ampla per acomodar els grans músculs de la mandíbula, de manera que la fossa assolia el parietal i els ossos escatosos i postorbitaris ja no se situaven per sobre seu; finalment, la mateixa barra postorbitari esdevingué incompleta portant a la condició típica dels mamífers, en què l'òrbita i la fossa temporal estan fusionades.
Aquest grup es caracteritzava pel fet que la mandíbula inferior s'articulava amb el crani en el petit os quadrat fixant-se mitjançant poderosos feixos musculars que possibilitaven una gran amplitud de badall, la qual cosa possibilità l'aparició d'espècies amb descomunals dents, com era el cas dels gorgonòpids, els primeres dents de sabre coneguts.
L'especial importància d'aquest os no és la seva presència, sinó la seva evolució al costat de la dels ossos mandibulars, que acabaran formant la cadena d'ossets de l'orella mitjana dels mamífers. No obstant això, encara no hi ha evidència del paladar secundari. Les extremitats anteriors són extensibles i les posteriors tenen a més la capacitat d'alçar la postura.
Els terocèfals, que començaren la seva evolució gairebé simultàniament amb els gorgonòpids, presentaven a més trets addicionals similars als mamífers, com és el nombre de falanges de la mà i del peu, amb una fórmula de 2·3·3·3·3, típica dels mamífers, i que és el que encara avui conserven els primats, inclosos els humans.